# Tabanus significans
Tabanus significans är en tvåvingeart som beskrevs av Ricardo 1911. Tabanus significans ingår i släktet Tabanus och familjen bromsar. Inga underarter finns listade i Catalogue of Life.